# Каминский, Януш
Я́нуш Зы́гмунт Ками́нский (правильнее Каминьский; пол. Janusz Zygmunt Kamiński; род. 27 июня 1959, Зембице, Польша) — польский кинооператор, режиссёр, продюсер. Двукратный лауреат премии «Оскар» за лучшую операторскую работу в фильмах «Список Шиндлера» и «Спасти рядового Райана».
Стивен Спилберг, начиная с картины «Список Шиндлера» (1993), всегда работает с ним.

## Карьера и жизнь
Януш Каминский родился в городе Зембице, Польша, его родители — мать Ядвига Цельнер (Jadwiga Celner) и отец Марьян Каминский (Marian Kaminski). После того, как в 1981 году премьер-министр Войцех Ярузельский ввёл в Польше военное положение, в возрасте 21 года эмигрировал в Соединённые Штаты Америки.
Обучался ремеслу создания кино в Колумбийском Колледже в Чикаго c 1982 по 1987 год, пока не перешёл в Консерваторию Института кинематографии Америки (AFI Conservatory), где получил степень Мастера Изящных Искусств. В Институте кинематографии он встретил будущего лауреата премии «Оскар» за лучшую операторскую работу Уолли Пфистера, ныне известного по работам с Кристофером Ноланом в фильмах «Бэтмэн: Начало» и «Тёмный рыцарь», которого Камински позже нанял в качестве ассистента и электрика для разных проектов, так как знал его работы.
Януш Каминский состоял в браке с актрисой Холли Хантер с 1995 по 2001 год. В 2004 году женился на репортёре ABC Ребекке Рэнкин.

## Награды
- Командор ордена Заслуг перед Республикой Польша (16 мая 2008 года, Польша)[4].
- Януш Каминский дважды получал награду Киноакадемии за лучшую операторскую работу в девяностых — за фильмы «Список Шиндлера» и «Спасти рядового Райана».
- Во время получения в 2008 году премии «Независимый дух» за лучшую операторскую работу в кинокартине «Скафандр и бабочка», Януш Каминский заметил, что в среднем зарабатывал $3000 за неделю работы над картиной, в то время как обычно его заработок составляет $6000—$12 000 в день, и пошутил, что теперь не сможет предоставлять помощь молодым кинематографистам на таких условиях.[источник не указан 1256 дней]

## Фильмография

### Кинооператор
- 2024 — Воображаемые друзья (реж. Джон Красински)
- 2022 — Фабельманы (реж. Стивен Спилберг)
- 2021 — Вестсайдская история (реж. Стивен Спилберг)
- 2020 — Зов предков (реж. Крис Сандерс)
- 2018 — Первому игроку приготовиться (реж. Стивен Спилберг)
- 2017 — Секретное досье (реж. Стивен Спилберг)
- 2016 — Большой и добрый великан (реж. Стивен Спилберг)
- 2015 — Шпионский мост (реж. Стивен Спилберг)
- 2014 — Судья (реж. Дэвид Добкин)
- 2013 — Broken Night (короткометражный) (реж. Гильермо Арриага)
- 2012 — Линкольн (реж. Стивен Спилберг)
- 2011 — Боевой конь (реж. Стивен Спилберг)
- 2011 — Приключения Тинтина: Тайна «Единорога» (реж. Стивен Спилберг)
- 2010 — Как знать… (реж. Джеймс Брукс)
- 2009 — Приколисты (реж. Джадд Апатоу)
- 2008 — Индиана Джонс и Королевство хрустального черепа (реж. Стивен Спилберг)
- 2007 — Ханя (реж. Януш Каминский)
- 2007 — Скафандр и бабочка (реж. Джулиан Шнабель)
- 2007 — Mission Zero (короткометражный) (реж. Кэтрин Бигелоу)
- 2005 — Мюнхен (реж. Стивен Спилберг)
- 2005 — Война миров (реж. Стивен Спилберг)
- 2004 — Jumbo Girl (короткометражный) (реж. Дэниел Каррен)
- 2004 — Терминал (реж. Стивен Спилберг)
- 2002 — Поймай меня, если сможешь (реж. Стивен Спилберг)
- 2002 — Особое мнение (реж. Стивен Спилберг)
- 2001 — Искусственный разум (реж. Стивен Спилберг)
- 1998 — Спасти рядового Райана (реж. Стивен Спилберг)
- 1997 — Амистад (реж. Стивен Спилберг)
- 1997 — Парк юрского периода: Затерянный мир (реж. Стивен Спилберг)
- 1996 — Джерри Магуайер (реж. Кэмерон Кроу)
- 1995 — Лоскутное одеяло (реж. Джослин Мурхаус)
- 1995 — Легенды дикого запада (реж. Джеримайя С. Чечик)
- 1994 — Маленькие великаны (реж. Дуэйн Данэм)
- 1993 — Список Шиндлера (реж. Стивен Спилберг)
- 1993 — Выпуск 61−го года (ТВ) (реж. Грегори Хоблит)
- 1993 — Приключения Гека Финна (реж. Стивен Соммерс)
- 1993 — Впереди одни неприятности (реж. Джеффри Рейнер)
- 1992 — Убийственный импульс (реж. Дэвид Таусик)
- 1992 — Бешеный пес Колл (реж. Грейдон Кларк, Кен Стейн)
- 1991 — Пираты (реж. Ной Штерн)
- 1991 — Дикий цветок (ТВ) (реж. Дайан Китон)
- 1991 — Холодный, как лёд (реж. Дэвид Келлогг)
- 1991 — Внутренний страх 2 (реж. Эндрю Стивенс)
- 1990 — Убийство в дождь (реж. Кен Стайн)
- 1990 — Мрачные сказки прерий (реж. Уэйн Коу)

### Режиссёр
- 2014 — Разделение (1 серия)
- 2013 — Making a Scene (короткометражный)
- 2011 — Событие (1 серия)
- 2007 — Ханя
- 2000 — Заблудшие души

### Актёр
- Nasi w Hollywood — po obu stronach kamery (пол.) (телевизионный) (2008)

камео
- Return to Normandy (видео) (1998)
- HBO: Первый взгляд (сериал) (1994—2008)